# Patinação artística nos Jogos Asiáticos de Inverno de 2011 - Dança no gelo
A competição de dança no gelo da patinação artística na Jogos Asiáticos de Inverno de 2011 foi realizada no Alatau Sports Palace, em Astana, Cazaquistão. A dança curta foi disputado no dia 3 de fevereiro e a dança livre no dia 5 de fevereiro.

## Medalhistas
| Ouro   | CHN Huang Xintong / Zheng Xun |
| Prata  | JPN Cathy Reed / Chris Reed   |
| Bronze | CHN Yu Xiaoyang / Wang Chen   |

## Resultados
| Pos.              | Nome                                  | Nacionalidade   | Pontos | DC        | DL        |
| ----------------- | ------------------------------------- | --------------- | ------ | --------- | --------- |
| Medalha de ouro   | Huang Xintong / Zheng Xun             | China           | 129.75 | 53.11 (1) | 76.64 (3) |
| Medalha de prata  | Cathy Reed / Chris Reed               | Japão           | 128.28 | 50.97 (2) | 77.31 (1) |
| Medalha de bronze | Yu Xiaoyang / Wang Chen               | China           | 127.50 | 50.70 (3) | 76.80 (2) |
| 4                 | Viktoriya Kucherenko / Viktor Adoniev | Cazaquistão     | 102.74 | 36.22 (4) | 66.52 (4) |
| 5                 | Hong Ye-Gyong / Choe Min              | Coreia do Norte | 80.75  | 31.43 (5) | 49.32 (5) |

Legenda
| Recorde mundial      | Recorde mundial (World record)               |                       | Recorde africano                      | Recorde africano (African) |                                           | Q | Classificado por posição (Qualified) |
| Recorde olímpico     | Recorde olímpico (Olympic record)            | Recorde da América    | Recorde da América (Americas)         | q                          | Classificado por melhor tempo (Qualified) |   |                                      |
| Melhor marca do ano  | Melhor marca do ano (World leading)          | Recorde asiático      | Recorde asiático (Asian)              | DNS                        | Não largou (Did not start)                |   |                                      |
| Recorde nacional     | Recorde nacional (National record)           | Recorde europeu       | Recorde europeu (European)            | DNF                        | Não terminou (Did not finish)             |   |                                      |
| Recorde pessoal      | Recorde pessoal do atleta (Personal best)    | Recorde da Oceania    | Recorde da Oceania (Oceania)          | DSQ / DQ                   | Desclassificado (Disqualified)            |   |                                      |
| Recorde da temporada | Recorde da temporada do atleta (Season best) | Recorde sul-americano | Recorde sul-americano (South America) | NM                         | Sem marca (No mark)                       |   |                                      |